# Cynanchum bulligerum
Cynanchum bulligerum là một loài thực vật có hoa trong họ La bố ma. Loài này được (Speg.) Macloskie mô tả khoa học đầu tiên năm 1914.